# 亚铁氰酸钪
亚铁氰酸钪是一种无机化合物，化学式为Sc4[Fe(CN)6]3。

## 制备
亚铁氰酸钪由钪盐和亚铁氰化钾反应得到。

## 结构
亚铁氰酸钪类似普鲁士蓝，其结构和Al4[Fe(CN)6]3相同。